# Alexandru Tell
Alexandru Tell (n. 18 noiembrie 1846, București – d. ianuarie 1925, București), a fost un general de divizie, pedagog și publicist militar român, directorul „Revistei Armatei” și „Revistei Artileriei”.

## Familie
Alexandru a fost cel mai tânăr fiu al generalului și omului politic român Christian Tell (1808-1884) și al Târșiței Ștefănescu, fiica unui mic boier oltean. Soții au avut 13 copii: șapte fete și șase băieți, Alexandru fiind al treilea fiu.
Alexandru Tell s-a căsătorit la 8 aprilie 1879 cu Elena Perticari (de care a divorțat în 1885), cu care a avut doi fii: Alexandru (n. 4 ianuarie 1880, București) și Alexandru Cristian (n. 20 decembrie 1880, București - d. 22 septembrie 1939, Râmnicu Sărat). Ultimul a fost avocat, publicist, scriitor, comandant legionar și șef legionar al județului Romanați (actual județul Olt). Arestat în 1938, condamnat la 7 ani închisoare, în procesul elitei legionare din iulie 1938 și deținut în închisoarea Râmnicu Sărat, a fost asasinat de autorități la Râmnicu Sărat în noaptea de 21/22 septembrie 1939, în masacrul elitei legionare, fiind apoi reabilitat prin rejudecarea în 1940 a procesului din 1938. Reînhumat la Predeal în 1940, a fost scos și adus de mama sa în București, în cripta familiei Tell de la Cimitirul Bellu.

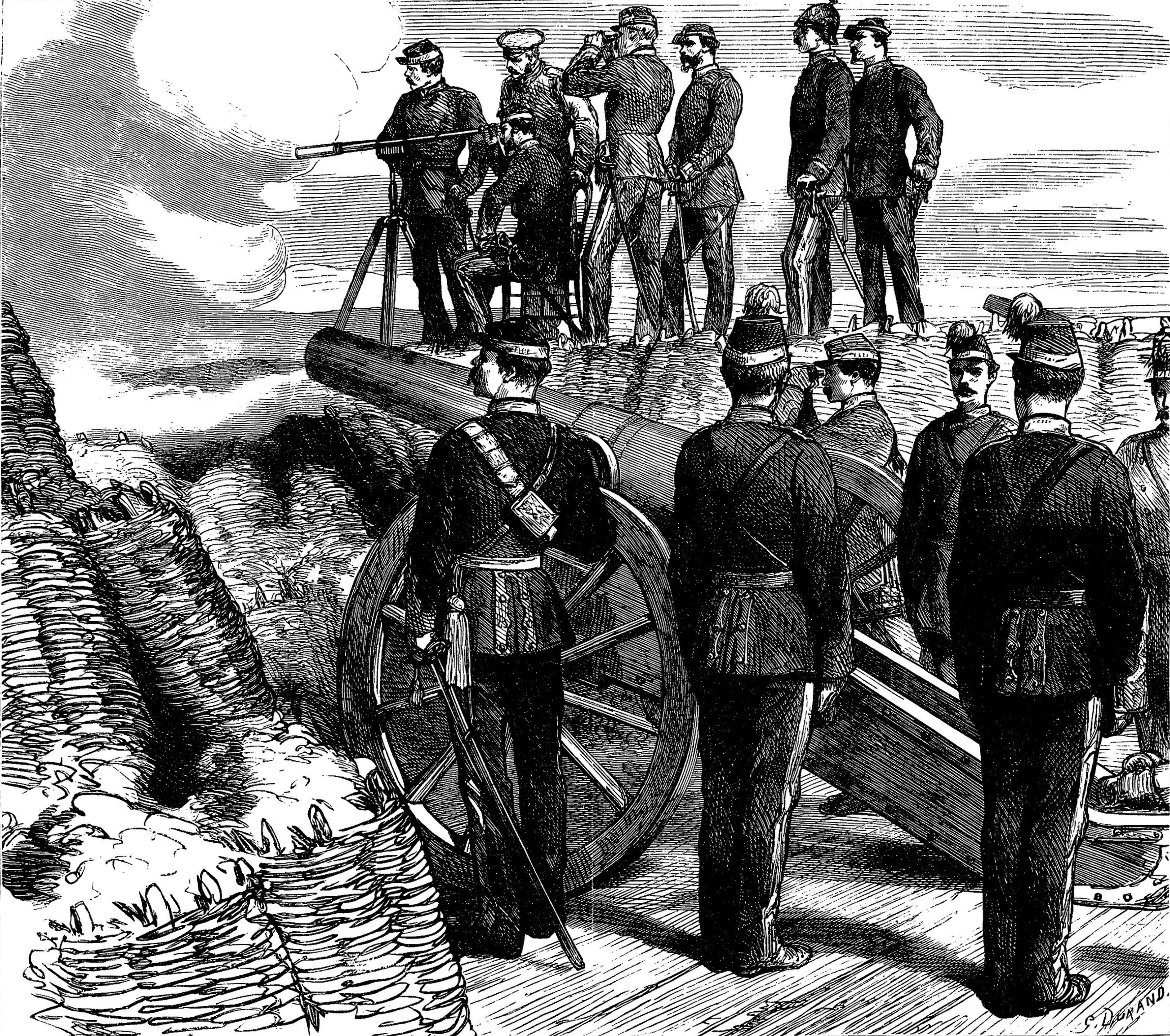
Carol I la bateria de artilerie din Calafatl

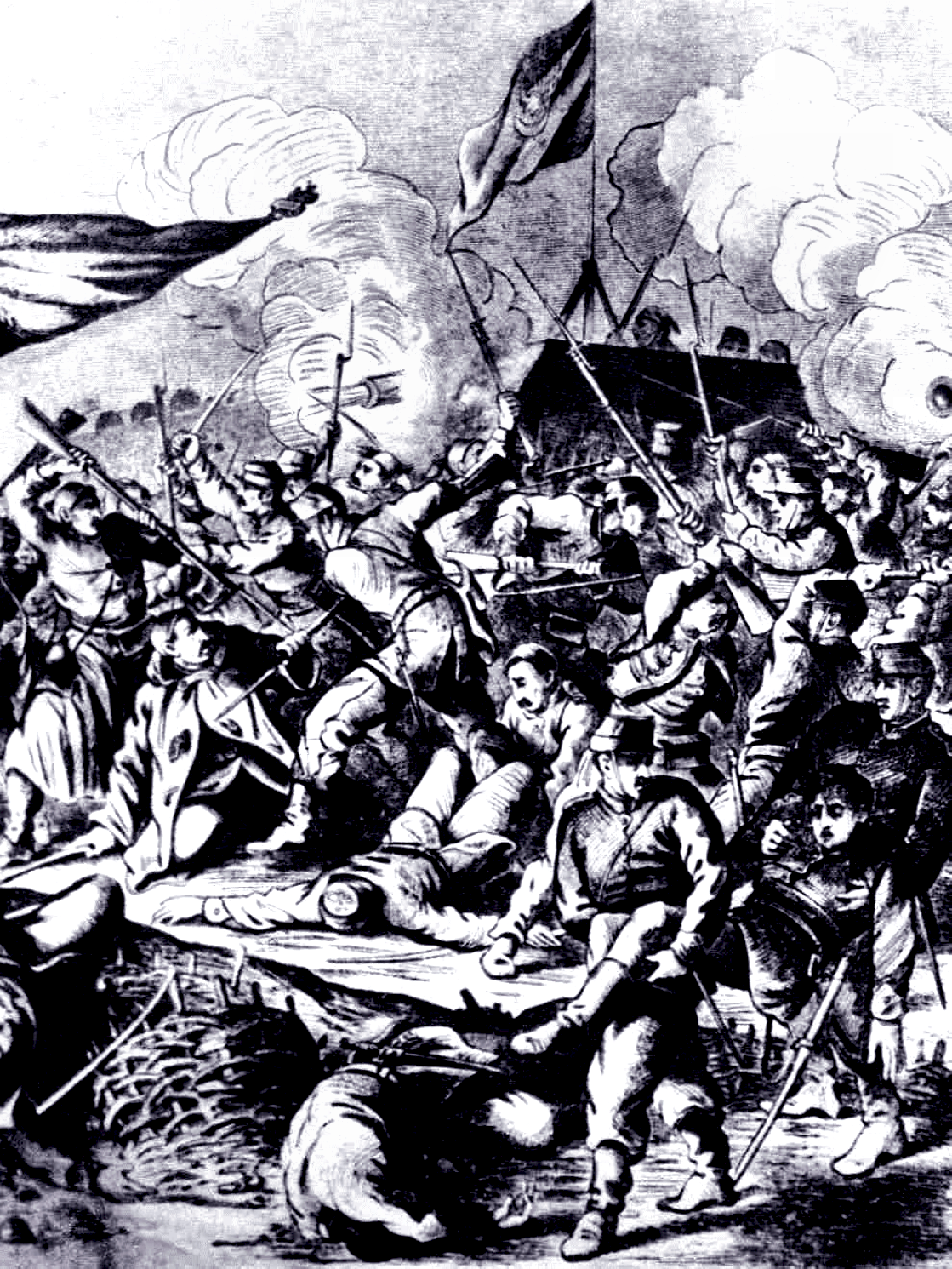
Asaltul asupra redutei Bucova, în apropiere de Plevna, 1877

## Biografie

### Cariera militară
Tell a fost trimis la vârsta de 13 ani să urmeze Școala Militară din București (1859). După absolvirea studiilor, a fost înaintat la gradul de sublocotenent (10 iulie 1864), obținând un concediu spre a merge în Franța, la Politehnica din Paris, precum și la „Școala Specială de Artilerie și Geniu” (École d'application de l'artillerie et du génie) din Metz, unde s-a perfecționat în arma artilerie. După revenire în țară a devenit locotenent pe 1 august 1868, apoi căpitan pe 1 ianuarie 1871, deținând diferite funcții în Direcția Armelor Speciale (artilerie și geniu) din Ministerul de Război.
În ziua de 1 ianuarie 1876 a fost numit maior și director al Direcției Armelor Speciale, apoi, în Războiul de Independență al României, comandant al divizionului 2 din Regimentul 2 Artilerie (1877-1878). În fruntea bateriilor sale, a luat parte la bombardarea Vidinului de la Calafat și la luptele din jurul Plevnei, evidențiindu-se mai ales în luptele de la Opanez din 28 noiembrie 1877, apoi la Vitbol și Nazir-Mahala, Belarada, Novo Selo și Tatargic, precum și la toate acțiunile de la sud de Vidin, la 1 martie 1878, revenind în parcul din Calafat unde se afla în iulie 1877. Tunurile divizionului său, alături de cele ale Regimentului 1 artilerie, au grăbit ocuparea marilor redute turcești. Pentru meritele dobândite în acest război a fost decorat cu Ordinul „Virtutea Militară” de aur.
Pe 8 aprilie 1881 ofițerul a devenit locotenent-colonel precum director al Arsenalului și Pirotehniei Armatei până în 1883, după acea comandant al Regimentului 1 Artilerie (1885), Regimentului 4 Artilerie (1885), Regimentului 5 Artilerie (1886-1887) precum șef de stat major al Corpului 1 Armată, în sfârșit al Regimentului 7 Artilerie (1887-1888). Între 1888-1889 a fost comandant al Școlii Speciale de Artilerie și Geniu.
Cu avansarea sa la rangul de colonel, pe 16 aprilie 1889, a căpătat diferite funcții în rând: comandant al Brigăzii 2 Artilerie (1889-1890), comandant al garnizoanei București (1890-1891), comandant al Brigăzii 1 Artilerie (1891), ajutor al Inspectorului Artileriei (1891-1893), comandant al Școlii de ofițeri de infanterie (1893-1894), șef de stat major al Corpului 4 Armată (1895-1897), iar de la 1897-1899 comandant al artileriei Cetății București.
Pe 24 aprilie 1899, Alexandru Tell a fost numit  general de brigadă și comandant al Brigăzii 3 Artilerie (1899-1900), apoi al artileriei Corpului 2 Armată (1900-1902). Avansat la gradul de general de divizie a preluat responsabilitatea mai întâi peste Diviziei 1 Infanterie (1902-1904), după acea a Diviziei 8 Infanterie (1904-1907).
În 1907, la vârsta de 61 de ani, generalul a demisionat intrând la pensie, convins că într-o armată mică limita maximă de vârstă nu trebuia să treacă de 60 de ani, dar a continuat să activeze mulți ani în fruntea Societății "Virtutea Militară" a ofițerilor veterani și să conducă „Revista Armatei” și „Revista Artileriei”. După trecerea în rezerva a fost ales senator de Gorj și vicepreședinte al Senatului. În anul 1912 a participat, ca vicepreședinte al Senatului, la dezvelirea statuii lui Alexandru Ioan Cuza din Iași și a publicat în Revista Armatei, al cărui director era, pe 27 mai, un amplu reportaj de la acest eveniment.
Cu prilejul împlinirii a 75 de ani de la înființarea Brigăzii 17 Artilerie Bârlad la data de 1 noiembrie 1990, în titulatura brigăzii s-a adăugat numele onorific de „General Alexandru Tell”.

### Publicistul

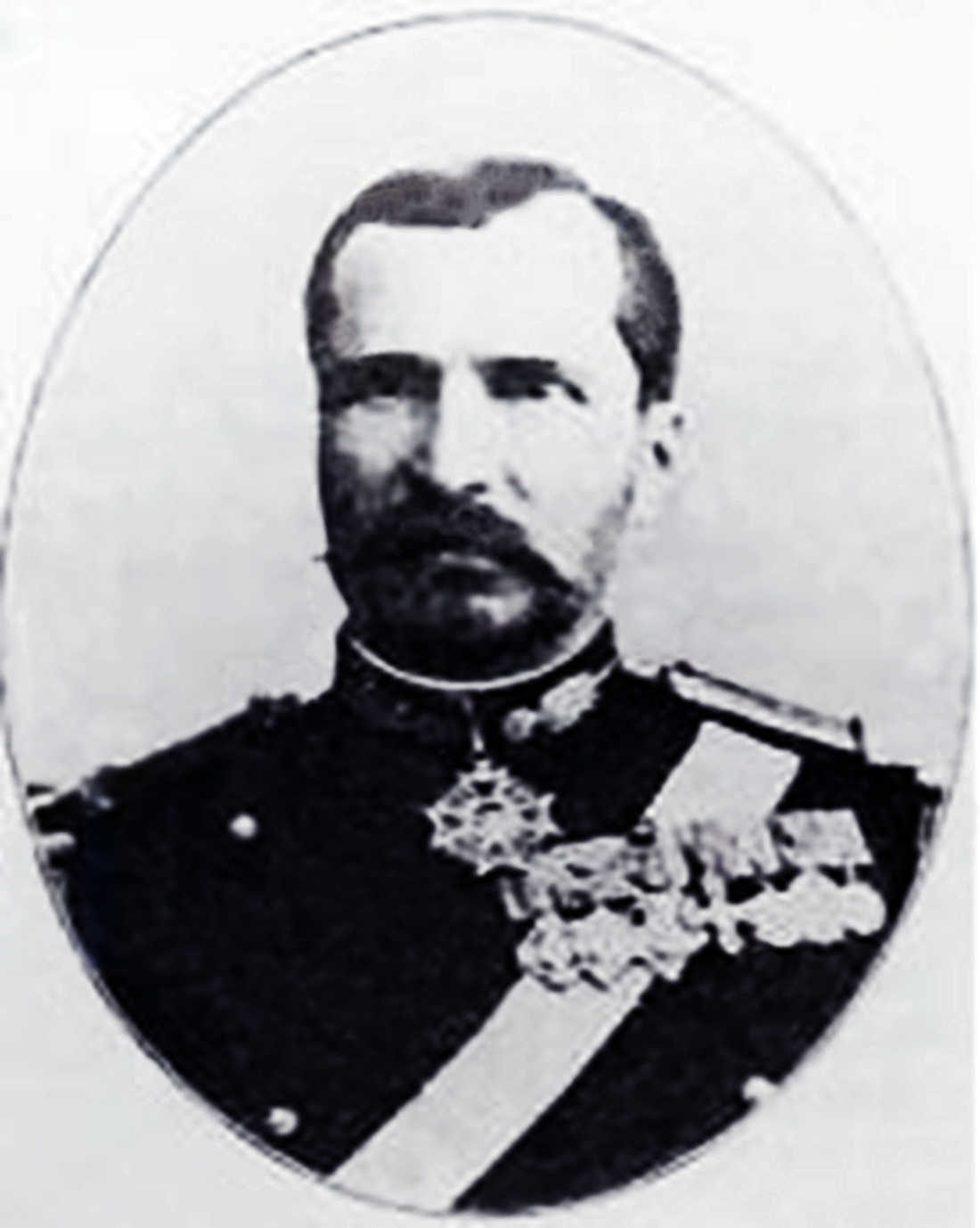
Alexandru Tell ca colonel

În anul 1883, Tell a înființat împreună cu locotenent-colonelul Ion Argetoianu (tatăl viitorului politician Constantin Argetoianu), „Revista Armatei”, din al cărui comitet diriginte a făcut parte mulți ani, publicând articole chiar din primul an de apariție, iar după moartea generalului Henrich Herkt în 1908, a preluat directoratul revistei. În anul 1912, când revista sărbătorea 30 de ani de existență, în articolul „Câteva cuvinte asupra Revistei Armatei și fondatorilor ei” s-a apreciat elogios activitatea generalului.
În anul 1887, ofițerul se numără printre inițiatorii și membrii fondatori ai „Revistei Artileriei”, în fruntea căreia s-a aflat în perioada 1899-1913. Pe timpul directoratului său, revista a desfășurat o activitate prodigioasă pentru propășirea artileriei române renăscute la 10 noiembrie 1843 și pentru ridicarea nivelului de pregătire artileristică al ofițerilor și tunarilor armatei române. În 1938, la a 50-a aniversare a revistei, conducerea a apreciat rolul jucat de acesta, astfel: „Directorul care a condus mai mult timp destinele Revistei Artileriei a fost generalul Alexandru Tell: 25 de ani. Nici un alt director nu a condus mai mult ca 5 ani. Am putea zice că opera Revistei Artileriei în primele trei decenii este strâns legată de numele generalului Alexandru Tell”.

## Decorații
Alexandru Tell a fost un ofițer mult decorat, între altele cu:
- Comandor al Ordinului „Coroana României”
- Comandor al Ordinului „Steaua României”
- Ofiter al Ordinului „Steaua României”
- Ordinul regal român „Virtutea Militară” de aur
- Crucea regală română „Trecerea Dunării”
- Medalia regală română a „Apărătorilor Independenței”
- „Semnul onorific” de aur
- Medalia Comemorativă Rusă a Războiului din 1877-1878 a împăratului Alexandru al II-lea